# Estación Villars
Villars es una estación ferroviaria ubicada en la localidad del mismo nombre, partido de General Las Heras, Provincia de Buenos Aires, Argentina.

## Servicios
Actualmente recibe dos servicios diarios de pasajeros correspondientes a la Línea Belgrano Sur, con cabecera en González Catán. En la estación funciona un Museo Ferroviario creado por la Asociación Amigos del Belgrano y las vías están practicables en el ramal a Rosario, en tanto que el ramal a Patricios sólo tiene practicable la sección Villars - Navarro.
Se está ejecutando el proyecto de reapertura del ramal G4 de la Línea Belgrano Sur hasta la Estación de Navarro, pasando previamente por las estaciones 20 de Junio, Marcos Paz y Villars. Los representantes técnicos informaron del buen estado de las vías y las diferentes obras que encabezarían para re-establecer el servicio entre ellas la reparación de un puente. La Asociación Amigos del Belgrano esta trabajando arduamente para la conservación de ciertas áreas con más dificultades para colaborar en la reactivación y el tráfico del material rodante (exploradora/tren de trabajo). 

## Historia
La estación ferroviaria de Villars fue y quizá sigue siendo el edificio principal de la historia del pueblo.
Fue construida por la Compañía General de Ferrocarriles en la Provincia de Buenos Aires en 1908, como parte de la vía que llegó a Rosario en ese mismo año. Al año siguiente se tendió el ramal a Nueve de Julio (pasando por Patricios); el empalme de ambos ramales se produce un kilómetro al oeste de la estación, en el límite de la zona urbana.
Es una de las estaciones más importantes de la línea, con depósito de locomotoras y mesa giratoria, entre otras dependencias importantes. Su mejor época de actividad se desarrolló entre 1914 y mediados de la década de 1970, en el que se empezaron a levantar ramales y clausurar tantos otros, contándose sendos servicios de pasajeros y de cargas. Hasta fines de la década de 1980 era la estación terminal de los servicios locales desde la estación Buenos Aires, sita en el barrio de Barracas de la Capital Federal.
En marzo de 1993, se suspendieron los servicios de cargas, por lo que a partir de ese momento dejaron de circular trenes por esta estación.
El 22 de diciembre de 2022 tuvo el acto de reinauguración del servicio ferroviario procedente de González Catán, retomando el funcionamiento regular a partir del día siguiente. Para ello, previamente, se rehabilitaron los tramos González Catán - 20 de Junio en diciembre de 2019 y 20 de Junio - Marcos Paz en julio de 2021.

## Toponimia

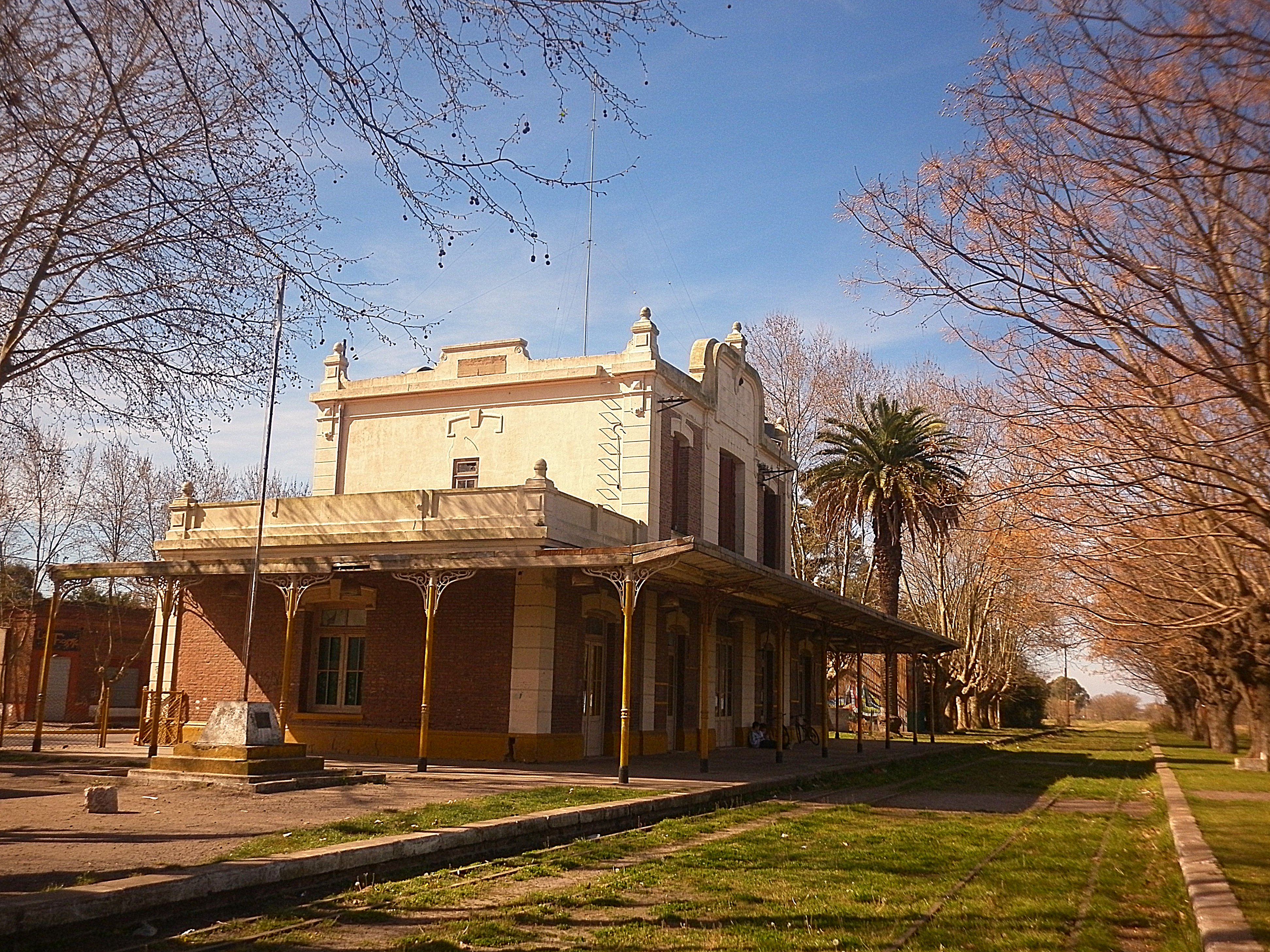
Estación Villars del ex. CGBA

Esta estación debe su nombre a Jean François Lucien Villars (1843-1925), miembro del directorio de la Compañía General de Ferrocarriles en la Provincia de Buenos Aires

## Museo Ferroviario
En el edificio de la estación funciona el Museo Ferroviario Estación Villars.